# 27917 Едоардо
27917 Едоардо (27917 Edoardo) — астероїд головного поясу, відкритий 6 листопада 1996 року.
Тіссеранів параметр щодо Юпітера — 3,179.